# SQ3R
A SQ3R egy tanulási módszer, mely írott tananyag elsajátítására alkalmas.

## A módszer áttekintése
AZ SQ3R az egyéni tanulás egyik hatékony és népszerű módszere, mely az írott tananyagok elsajátítását aktív módon, meghatározott lépéseken át éri el. A módszer neve a lépések angol nevének kezdőbetűiből álló mozaikszó.
Hasonló, de alaposabb és magasabb szinten használható a PQ4R módszer is.
Előadásokon jegyzetkészítéshez és az abból való tanuláshoz a Cornell-módszert célszerű használni.

## A módszer alkalmazásának lépései

### 1. Survey – Felmérés
Információkat gyűjtünk a tananyag legfontosabb célkitűzéseiről.
1. A címből megállapítjuk a témát
2. A bevezetőből, összegzésből megállapítjuk hogy a szerzőnek melyek a legfontosabb céljai.
3. A fejezetek és alfejezetek címeiből megállapítjuk az anyag tárgyalási módját és szerkezetét.
4. Figyeljük meg a képeket, ábrákat, diagramokat egyéb illusztrációkat is!
5. Lényegesek a szöveg kiemelései is (félkövér, dőlt betűk). Ilyenek általában a címszavak, definíciók, fogalmak, tételek. Ezek segítik a  tanulnivaló rendszerezését, megértését és felidézését. A következő három lépést külön-külön hajtsuk végre minden egyes címmel ellátott fejezetre!

### 2. Question – Kérdezés
Fogalmazzunk írásban kérdéseket a fejezet címéből! Készítsünk minél több olyan kérdést amire választ kaphatunk a fejezetből!  Ezzel ráhangolódunk a tanulásra.
Minél jobb kérdéseket sikerül megfogalmazni, annál jobban megértjük az anyagot!
Amikor kérdéseinkre keressük a válaszokat, elmélyülünk a tanulásban.

### 3. Read – Olvasás
Töltsük meg tartalommal a tananyag szerkezetét! Keressünk választ kérdéseinkre, és ha szükséges fogalmazzunk újabbakat!

### 4. Recite – Felmondás
A fejezet elolvasása után álljunk meg, és emlékezetből próbáljunk meg válaszolni a kérdésekre!  
Ha szükséges, olvassuk el újból a fejezetet, mindaddig amíg nem sikerül felmondani a kérdések alapján. Így koncentrálunk arra, hogy megtanuljuk amit olvastunk. 

### 5. Review – Összegzés
Miután minden egyes fejezetre sorban végrehajtottuk a 2-5. lépeseket, próbáljunk emlékezetből válaszolni az összes kérdésre! Ha nem sikerült, akkor pótoljuk a hiányosságokat!
Ezáltal letisztulnak és beépülnek az új ismeretek emlékezetünkbe. 

## Külső hivatkozás
SQ3R – A Reading and Study Skill System